# Mount Egerton (Antarktika)
Mount Egerton ist ein 2830 m (nach neuseeländischen Angaben 2793 m) hoher Berg in der antarktischen Ross Dependency. Er ragt rund 5 km nordnordwestlich des Mount Field in den Churchill Mountains auf.
Teilnehmer der Discovery-Expedition (1901–1904) unter der Leitung des britischen Polarforschers Robert Falcon Scott entdeckten den Berg und benannten ihn nach dem Marineoffizier George Le Clerc Egerton (1852–1940), einem Teilnehmer der Britischen Arktis-Expedition (1875–1876) unter George Nares.